# Liebling, wir haben geerbt!
Liebling, wir haben geerbt! ist ein Fernsehfilm von Matthias Tiefenbacher mit Sabine Postel und Florian Martens in den Hauptrollen. Das Drehbuch zum Film wurde von Gabriele Kob geschrieben. Der Film wurde am 8. Juni 2007 in Das Erste zur Hauptsendezeit erstmals ausgestrahlt.

## Handlung
Die frühere Architektin Hannah Held ist seit 27 Jahren mit ihrem Mann, dem Zahnarzt Martin Held, verheiratet. Nachdem sie herausgefunden hat, dass Martin sie mit seiner Praxishilfe Annika betrügt, kündigt sie an, sich von ihm scheiden zu lassen. Doch die ganze Sache ist nicht so einfach, vor allem wegen ihrer beiden Kinder Lola und Paul. Zudem will sich Tante Käthe ins Privatleben zurückziehen und Hannah als ihre Erbin einsetzen. Während sie zu ihrer Jugendliebe Franz Todsen zieht, soll der Familiensitz endlich wieder mit Leben gefüllt werden. Wohl oder übel ziehen die vier in die Villa ein. Um das Erbe, das ihre Tante nur an eine glückliche Familie geben will, nicht aufs Spiel zu setzen, spielen sie der Tante eine Posse vor, denn Hannah ist sich der Verantwortung für den Erhalt der Traditionen der Familie bewusst. Trotz ihrer Enttäuschung über die Untreue ihres Mannes setzt sie zusammen mit ihrer Jura studierenden Tochter einen „Ehevertrag“ auf. Dieser regelt unter anderem die Trennung von Tisch und Bett im gemeinsamen neuen Haus, sodass eine unsichtbare Mauer die ehrwürdige Villa in zwei Hälften teilt. Nach außen hin geben die beiden das glücklich verheiratete Paar. Privat herrscht jedoch weiter „Eiszeit“. Martin muss schmerzlich erfahren, was es heißt, für sich allein zu sorgen, denn niemand kauft für ihn ein, kocht, wäscht oder putzt. Zerknirscht erkennt er, dass alte Liebe vielleicht doch noch nicht so rostig ist. Hannah hingegen lernt ihre neu gewonnene Freiheit lieben und gedenkt, wieder in das Berufsleben einzusteigen. Dass ihr dabei ein alter Bekannter den Hof macht, genießt sie. In Pauls Liebschaft beginnt es dagegen zu kriseln.
Die Komödie droht aufzufliegen, als Tante Käthe unangemeldet für ein paar Tage zu Besuch erscheint. In Windeseile muss das Haus so hergerichtet werden, dass sie nichts von der Trennung bemerkt. Notgedrungen muss Martin das Gästezimmer für die Tante räumen und gedenkt, im gemeinschaftlichen Schlafzimmer zu nächtigen. Beim morgendlichen Frühstück mimen sie die „heile Familie“. Die beiden ahnen nicht, dass die kluge und vorausschauende Erbtante ihnen längst auf die Schliche gekommen ist. Für Hannah ändern sich ihre beruflichen Pläne, als sie erfährt, dass sie bald für ein Enkelkind zu sorgen hat. Sie möchte Lola jetzt nicht allein lassen und sie unterstützen, damit sie ihr Studium trotz Kind beenden kann. Zudem plant sie, die Villa so umzubauen, dass sie für mehrere Familien Wohnraum bietet. Doch hat sie diesen Plan allein gefasst, und Lola ist nicht davon überzeugt, sich von ihrer Mutter ihre Zukunft gestalten zu lassen. Auch der Sohn Paul gedenkt, gleich nach dem Abitur für ein Jahr ins Ausland zu gehen. Hannah ist entsetzt und meint, nicht mehr gebraucht zu werden. Verbittert verlässt sie die Villa und geht nun doch nach Berlin zu einem lukrativen Jobangebot.
Nach einem Jahr treffen sich Hannah und Martin vor dem Scheidungsrichter. Während sich die Anwälte der beiden darum streiten, ob das Trennungsjahr eingehalten wurde oder nicht, wird Hannah und Martin klar, dass sie sich noch immer lieben. Sie verlassen heimlich den Gerichtssaal und versöhnen sich.

## Rezeption
Das Lexikon des internationalen Films urteilte, der Film sei eine „anspruchslose (Fernseh-)Familienkomödie um einen handfesten Rosenkrieg, der in ein kaum überraschendes Happy End einmündet“. TV Spielfilm schrieb: „Weichgespülte Posse nach alter Rezeptur.“
Kino.de urteilte: „‚Tatort‘-Kommissarin Sabine Postel und ihr Film-Göttergatte Florian Martens werden in dieser norddeutschen ‚Rosenkrieg‘-Variante von den spielfreudigen Nebendarstellern sogar noch übertroffen.“ „Leider wirken Krabbenpulen, Fischkutter und der Besuch eines Werder Bremen-Spiels dann doch zu aufgesetzt, um dem Lokalkolorit wirklich Tiefe zu geben. Bremen und das Umland haben an Locations sowie an ‚Heimat‘-Geschichten eigentlich mehr zu bieten.“